# Der Amsterdam-Krimi
Der Amsterdam-Krimi è una serie televisiva tedesca di genere poliziesco prodotta da Ziegler Film Köln  e trasmessa dal 2018 sull'emittente ARD 1 (Das Erste). Protagonisti della serie sono Hannes Jaenicke e Alice Dwyer.
Della serie sono andati in onda 8 episodi in formato di film TV. Il primo episodio, intitolato Tod in der Prinzengracht, fu trasmesso in prima visione il 22 novembre 2018.

## Trama
Amsterdam: Alex Pollack è un agente che conduce sotto copertura delle indagini su traffici di droga. Innamoratosi della collega Katja Wolf, convince quest'ultima a introdursi sotto copertura all'interno della rete criminale.

## Episodi
| Nr | Titolo originale           | Titolo italiano | Prima TV Germania                                     | Prima TV Italia |         |
| -- | -------------------------- | --------------- | ----------------------------------------------------- | --------------- | ------- |
| 1  | Tod in der Prinzengracht   | inedito         | 22 novembre 2018                                      | inedito         |         |
| 2  | Auferstanden von den Toten | inedito         | 29 novembre 2018                                      | inedito         |         |
| 3  | Tod im Hafenbecken         | inedito         | 4 giugno 2020                                         | inedito         |         |
| 4  | Der Junge und das Pferd    | inedito         | 1 giugno 2020 (streaming)/11 giugno 2020 (in chiaro)  | inedito         |         |
| 5  | Das Mädchen ohne Namen     | inedito         | 15 marzo 2022 (streaming)/17 marzo 2022 (in chiaro)   |                 | inedito |
| 6  | Der Tote aus dem Eis       | inedito         | 22 marzo 2022 (streaming)/24 marzo 2022 (in chiaro)   |                 | inedito |
| 7  | Der Dreck der anderen      | inedito         | 15 aprile 2024 (streaming)/18 aprile 2024 (in chiaro) | inedito         |         |
| 8  | Sprung ins Leben           | inedito         | 22 aprile 2024 (streaming)/19 aprile 2024 (in chiaro) | inedito         |         |

## Personaggi e interpreti
- Alex Pollack, interpretato da Hannes Jaenicke (ep. 1-presente)[2]
- Katja Wolf / Isabel Baumann, interpretata da Alice Dwyer (ep. 1-presente)[2]
- Tom Fischer, interpretato da Sascha Alexander Geršak. È un trafficante di droga.[9]
- Bram de Groot, interpretato da Fedja van Huêt (ep. 1-presente)[2]
- Renee, interpretata da Birgit Welink (ep. 1-presente)[2]
- Rutger, interpretato da Peter Post (ep. 1-presente)[2]
- Breuer, interpretato da Sven Gerhardt
- Antje de Groot, interpretata da Marguerite de Brauw
- Susanne Verbeek, interpretata da Tanja Jess (ep. 1-6)[2]
- Erik Vandenburg, interpretato da Arendt-Jan Linde (ep. 3-presente)[2]

## Ascolti
L'episodio più seguito della serie è stato il quarto dal titolo Der verschwundene Kind, trasmesso in chiaro l'11 giugno 2020, che totalizzò 6.270.000 telespettatori con uno share del 21%.